# 007 여왕폐하 대작전
《007 여왕폐하 대작전》(On Her Majesty's Secret Service)는 미국에서 제작된 피터 헌트 감독의 1969년 액션, 모험, 스릴러, 멜로/로맨스, 첩보 영화다. 조지 라젠비 등이 주연으로 출연하였고 앨버트 R. 브로콜리 등이 제작에 참여하였다.

## 줄거리
제임스 본드는 해변에서 자살을 시도하는 여성을 구하고, 나중에 카지노에서 그녀와 다시 만난다. 백작부인 테레사 "트레이시" 디 비첸초는 본드에게 감사 인사를 전하기 위해 자신의 호텔 방으로 초대하지만, 본드가 도착했을 때 정체불명의 남자에게 공격을 받는다. 남자를 제압한 본드는 자신의 방으로 돌아오고 그곳에서 트레이시를 발견한다. 그녀는 공격자의 존재를 몰랐다고 주장한다. 다음 날 아침, 본드는 자신이 싸웠던 남자를 포함한 여러 남자들에게 납치되어 유럽 범죄 조직 유니온 코르스의 우두머리 마르크 앙주 드라코를 만나러 간다. 드라코는 트레이시가 자신의 유일한 딸이라고 밝히고 본드에게 그녀의 곤경에 처한 과거를 이야기하며, 그녀와 결혼하면 백만 파운드를 주겠다고 제안한다. 본드는 거절하지만, 드라코가 스펙터의 수장인 에른스트 스타브로 블로펠트를 추적하는 것을 돕는다면 트레이시와 계속 교제하는 것에 동의한다.
런던으로 돌아온 M은 본드를 블로펠트를 암살하는 임무에서 해임한다. 분노한 본드는 머니페니에게 사직서를 받아쓰게 하는데, 머니페니는 이를 휴가 신청으로 바꾼다. 본드는 포르투갈에서 열리는 드라코의 생일 파티로 향한다. 그곳에서 본드와 트레이시는 열정적인 로맨스를 시작하고, 드라코는 본드를 베른, 스위스에 있는 법률 회사 게브뤼더 검볼드로 안내한다. 본드는 블로펠트의 변호사 사무실에 침입하여 블로펠트가 런던 문장원의 가계학자 힐러리 브레이 경과 서신을 주고받으며 발타자르 드 블뢰샹 백작의 칭호를 주장하려 한다는 것을 알게 된다.
브레이로 위장한 본드는 스위스 알프스의 피츠 글로리아 정상에 알레르기 임상 연구소를 설립한 블로펠트를 만나러 간다. 본드는 블로펠트가 나중에 "죽음의 천사들"이라고 부르는 12명의 젊은 여성들을 만난다. 이들은 연구소 클리닉의 환자들로, 다양한 알레르기에서 완치된 것으로 보인다. 저녁 식사 후, 본드는 그의 맨다리에 방 번호를 쓴 환자 루비의 방으로 간다. 자정에 루비와 함께 있는 동안, 본드는 여성들이 수면 유도 최면 상태에 들어가고 블로펠트가 잠재 의식적인 오디오 지시를 삽입하는 것을 발견한다. 사실, 그들은 전 세계에 세뇌된 세균전 요원을 배포하도록 세뇌되고 있었다.
본드는 MI6가 스위스 주권을 침해하지 않고 블로펠트를 체포할 수 있도록 그를 스위스에서 유인하여 속이려 한다. 블로펠트는 거절하고 본드는 결국 하수인인 이르마 번트에게 붙잡힌다. 블로펠트는 본드를 스위스 밖으로 유인하려 한 후 그를 확인했다고 밝히고, 하수인들에게 본드를 데려가라고 지시한다. 본드는 결국 피츠 글로리아에서 스키를 타고 탈출하고 블로펠트와 그의 부하들이 추격한다. 동시에 "죽음의 천사들"은 번트의 호위를 받으며 피츠 글로리아를 떠난다. 트레이시는 라우터브루넨 마을에서 본드를 찾아내고, 그들은 카체이스 후 번트와 그녀의 부하들로부터 도망치며, 추격자들을 스톡카 체이스로 유인하여 차량이 전복되도록 만든다. 눈보라로 인해 그들은 외딴 헛간으로 피신하고, 그곳에서 본드는 트레이시에게 사랑을 고백하고 청혼하며, 트레이시는 기꺼이 받아들인다. 다음 날 아침, 스키 추격이 계속되는 동안 블로펠트는 눈사태를 일으킨다. 트레이시는 붙잡히고, 본드는 매몰되지만 가까스로 탈출한다.
런던의 M 사무실로 돌아온 본드는 블로펠트가 세뇌된 여성들을 사용하여 전 세계의 농업을 파괴하겠다고 위협하여 세계를 인질로 잡을 계획이며, 모든 과거 범죄에 대한 사면을 요구하고, 자신이 현재 드 블뢰샹 백작으로 인정받기를 요구한다는 소식을 듣는다. M은 007에게 몸값은 지불될 것이며 구조 임무를 수행하는 것을 금지한다. 본드는 대신 드라코와 그의 부대에게 블로펠트의 본부를 공격하도록 요청하는 동시에 블로펠트의 감금 상태에서 트레이시를 구출한다. 시설은 파괴되고, 블로펠트는 봅슬레이를 타고 혼자 파괴에서 탈출하며, 본드가 그를 추격한다. 추격은 블로펠트가 나무 가지와의 충돌로 갇히면서 끝난다.
본드와 트레이시는 포르투갈에서 결혼한 후 본드의 애스턴 마틴 DBS를 타고 떠난다. 본드가 차에서 꽃을 치우기 위해 길가에 차를 세웠을 때, 블로펠트와 번트가 차를 타고 지나가며 부부의 차에 드라이브 바이 슈팅을 한다. 본드는 살아남지만 트레이시는 사망한다.

## 출연

### 주연
- 조지 라젠비

### 조연
- 다이아나 리그
- 텔리 사바라스
- 가브리엘레 페르제티
- 일스 스테팻

### KBS 성우진 (1996년 8월 18일)
- 양지운 - 제임스 본드 (조지 라젠비)
- 송도영 - 트레이시 (다이아나 리그)
- 박상일 - 블로펠드 (텔리 사바라스)
- 임종국 - M (버나드 리)
- 온영삼 - Q (데스몬드 레웰인)
- 유지영 - 머니페니 (루이스 맥스웰)
- 황원 - 드라코 (가브리엘레 페르제티)
- 박민아 - 이르마 분트 (일스 스테팻)
- 임은정
- 유제상
- 김태웅
- 차명화
- 문관일
- 김순영

## 기타
- 원작자: 이안 플레밍
- 프로듀서: 데이빗 미들매스
- 협력프로듀서: 스탠리 소펠
- 미술: 시드 케인
- 미술: 로버트 W. 레잉
- 세트: 피터 라몬트
- 특수효과: 존 스티어스
- 타이틀: 모리스 바인더
- 의상: 마조리 코넬리어스
- 카스턴트: 안소니 스퀴어
- 배역: 조안 데이비스